# 선도성모 설화
신라 시조인 박혁거세의 모계는 페르시아와 관련된다는 설화이다. 신화나 설화에서 '하늘에서 강림', '바다를 건너가'라는 표현은 이주민이나 외래 부족을 나타내는 것으로 볼 수 있다. 김일연이나 김부식은 박혁거세가 하늘에서 강림한 말이 낳은 알에서 태어난 난생설화를 전하면서도 한편으로 선도산신 설화를 함께 기술해두었다.
선도성모 설화(仙桃聖母說話) 또는 사소부인 설화(娑蘇夫人說話), 파소부인 설화는 신라의 건국자 박혁거세의 생모가 바다를 건너가 박혁거세를 낳은 후, 경주 선도산 산신이 되었다는 설화이다. 역사 책에서 선도성모의 이름은 '파소 혹은 사소'라고 기록되어 있다. 첫 글자를 딴 '파사'는 페르시아를 나타내는 중국 한자 문자이다. 선도는 신선이 먹는다는 장생불사의 효험이 있는 복숭아이다. 시인 서정주는 이를 처녀 잉태설이라 한다.
박혁거세의 생모 사소부인은 서라벌에 들어와 선도산의 성모가 되었는데, 이는 신라 창업자를 낳아주려는 역할을 하기 위해서라 한다.

## 개요
한무제에게 장건이 서왕모가 조지국에 있다고 보고하였는데, 조지국은 페르시아, 파사를 가리키는 것이다. 바빌로니아의 이슈타르, 페르시아의 아나히타, 한나라의 서왕모, 선도성모는 서쪽 지역의 여신이고 숭배대상이었다. 한무제는 서왕모를 만나기 위해 서안 근처에 감천궁을 지었다. 한나라 이후 사당에 선도성모상이 모셔져 있는지 1200년이 지나서, 고려 사신 김부식이 송나라에 갔을 때, '해동의 시조왕을 낳은 후 신선이 되어 선도산에 있다는 당신 나라의 신' 이야기를 듣고서 삼국사기에 선도성모 이야기를 기술하였다. 옛날 황실의 딸이라는 기술이 있으나, 중국 사서에 중국 공주가 한반도로 건너간 기록은 없으며, '고귀한 신분'을 뜻하는 것으로 해석할 수 있다.  선도산성모에 관련된 박혁거세의 출생담은 삼국유사에 전한다. 선도성모는 경주시 서천 서북편에 있는 선도산의 산신을 말한다. 선도산은 경주시 서천교 좌편, 태종무열왕릉 왼쪽으로 뻗은 길로 직진하면 나오는 산이다.
삼국유사의 권4에는 박혁거세는 하늘에서 나온 말의 옆구리에서 태어났다 한다. 그런데 삼국유사 권5에는 선도성모 설화에 등장한다. 삼국유사 5권에 기록된 전승에 의하면 즉 신모는 본시 중국 황실의 딸로서 신선술로 해동으로 향하자 부왕이 소리개를 보내어 내린 곳에 신모를 정착하게 하여 지신이 되니, 그곳이 월성 서연산이었다고 한다. 경주 국립공원 (서악지구) 서악동에는 '성모사 유허비'가 전해온다. 신모가 처음 "진한에 와서 성자를 낳아 동국 최초의 왕이 되니, 그가 바로 박혁거세와 알영의 이성이었다."는 것이다.
이 신화는 비단 신라에서만 전승되어 온 것은 아니었다. 고려 정화년간(1111~1117)에 송나라에 갔던 김부식이 우신관이란 곳에 갔더니 여인상이 봉안되어 있었다. 송나라 관반학사 왕보가 "이것은 귀국의 여신인데 공은 아느냐"고 묻고서는 "옛날 중국 황실의 딸이 바다로 가서 진한 땅에서 아들을 낳아 해동(신라)의 시조가 됐다."고 일러 주었다. 당시 고려에 왔던 송나라 사신 왕양도 성모를 제사지내면서 "신현조방지", 즉 '어진 사람을 낳아 나라를 세웠다'는 글을 남겼다.

## 불전 수리 설화
삼국유사의 권5,6에는 선도산 성모가 지혜라는 여자 불교승려의 꿈에 나타나 불전에 쓰라고 금 10근을 시주했다는 전설도 전한다.
선도성모가 불교 행사를 좋아하다. 진평왕 시대에 지혜라는 여승이 있어, 어진 행실이 많았고 안흥사에 거주했다. 이에 지혜가 새로 불전을 수축하고자 하였으나 힘이 부족하여 못하더니, 꿈에 한 선녀가 아름다운 자태로 머리를 보옥으로 꾸미고 와서 말하기를, "나는 선도산의 신모이다. 네가 불전을 수리하고자 하니, 기꺼이 금 10근을 시주하여 돕고자 한다." 하였다.

仙桃聖母隨喜佛事 眞平王朝 有比丘尼名智惠 多賢行 住安興寺 擬新修佛殿而力未也 夢一女仙風儀婥約 珠翠飾鬟 來慰曰 我是仙桃山神母也 喜汝欲修佛殿 願施金十斤以助之— 삼국유사 권5, 6 선도성모수희불사

## 지리산 성모설화
점필재 김종직은 사소부인이 지리산의 산신인 지리산 성모와 동일인물이라고도 봤다. 점필재 김종직의 유두유록에는 지리산 천왕봉에 올랐다가 내려올 때의 일을 기록하며 이를 석가모니의 어머니 마야부인이라는 설, 박혁거세의 어머니 선도성모라는 설, 왕건의 어머니 위숙왕후설 등이 있다고 밝힌다. 점필재는 마야부인설, 위숙왕후설에 대해 근거없는 소리라는 견해를 표명하면서 선도성모설이 가장 근사할 것이라 봤다.

## 같이 보기
- 사소부인
- 박혁거세의 모계
- 알영

## 참고 자료
- 박호영, 《서정주》 (건국대학교출판부, 2003)